# إريك أريناس
اريك أريناس (بالإسبانية: Eric Arenas)‏ هو راكب الكنو بيروفي، ولد في 3 يونيو 1971.

## وصلات خارجية
- إريك أريناس على موقع أوليمبيديا (الإنجليزية)